# Hewlett Packard Enterprise
Hewlett Packard Enterprise (HPE, The Edge-to-Cloud Platform-as-a-Service Company) – przedsiębiorstwo powstałe z podziału Hewlett-Packard Company w 2015 roku. HPE produkuje i sprzedaje serwery, przestrzeń dyskową, urządzenia sieciowe, a także oferuje szeroki wachlarz rozwiązań IT oraz usług finansowych.

## Historia Hewlett-Packard
Założona w 1938 roku przez Billa Hewletta i Davida Packarda firma przez ponad osiemdziesiąt lat swojej historii przeszła wiele przekształceń, które ostatecznie doprowadziły do dwukrotnego podziału – w 1999 roku na Hewlett-Packard Company i Agilent Technologies oraz w 2015 na HP Inc. i Hewlett Packard Enterprise. Trzy wymienione spółki są spadkobiercami spuścizny założycieli Hewlett Packard, choć także inne firmy, będące liderami w swoich dziadzinach, wyrosły z tradycji HP lub pośrednio się do niej odnoszą (np. Micro Focus International plc, DXC Technology, a także poprzez osobę Steve’a Wozniaka, dawnego inżyniera w HP, czy Steve’a Jobsa, który jako nastolatek pracował w przedsiębiorstwie Hewletta i Packarda podczas wakacyjnej przerwy w nauce i osobiście poznał Billa Hewletta – Apple Inc.).
Dzięki sprawnemu zarządzaniu i umiejętności dostosowania się do potrzeb rynku, a także dzięki trafnym decyzjom biznesowym, przedsiębiorstwo Hewlett Packard przez lata rozwijało się bardzo dynamicznie. W 2007 roku przychody firmy po raz pierwszy przekroczyły sumę 100 mld dolarów.

### Podział Hewlett-Packard Company na HP Inc. i Hewlett Packard Enterprise (HP split-off)
6 października 2014 r. Meg Whitman, prezes Hewlett-Packard Company, ogłosiła plan podziału firmy, na dwie niezależne spółki giełdowe. Pierwsza, obejmująca infrastrukturę technologiczną przedsiębiorstwa, oprogramowanie, usługi B2B oraz usługi finansowe, miała prowadzić działalność jako Hewlett Packard Enterprise (HPE), druga, której fundament stanowiła produkcja drukarek i komputerów osobistych, miała prowadzić działalność jako HP Inc. (HPI). Była to druga próba podziału technologicznego giganta. Pierwsza, ogłoszona w 2010 roku przez poprzednika Whitman, Leo Apothekera, nie uzyskała aprobaty ze strony inwestorów, co doprowadziło do jego rozstania z HP. Decyzja o podziale przedsiębiorstwa na dwa niemalże równe podmioty, odzwierciedlała brak osiągnięcia zamierzonego celu sześciu lat restrukturyzacji (w latach 2008–2012), którym było zwiększenie efektywności HP (sumaryczny koszt restrukturyzacji na koniec 2012 roku wyniósł prawie 5 mld dolarów). Reorganizacja przedsiębiorstwa, związana była z nabyciem przez HP w 2008 roku firmy EDS za cenę 13,9 mld dolarów, co niemal podwoiło liczbę pracowników HP (172 tys. zatrudnionych na koniec roku obrotowego 2007; 321 tys. zatrudnionych na koniec roku obrotowego 2008) i finalnie miało wzmocnić pozycję HP w dziedzinie usług dla firm (m.in. outsourcing, usługi finansowe, teleinformatyczne). Plan integracji HP z EDS zakładał zmniejszenie liczby pracowników o 24,7 tys. oraz optymalizację liczby biur i fabryk (efektem restrukturyzacji 2008-2012 było otwarcie biura HP we Wrocławiu). W ciągu pięciu lat wprowadzania planu, pomimo wysokiego poziomu przychodów (rocznie ok. 120 mld dolarów), spółka raportowała systematyczny spadek poziomu rentowności, a wskaźnik ROE na koniec roku finansowego 2012 wyniósł 14,8%, co stanowiło znaczącą obniżkę w porównaniu z 23,7% na koniec roku obrotowego 2008. W 2012 roku, HP podjęła kolejną próbę uzdrowienia swoich finansów wprowadzając Plan Restrukturyzacyjny 2012-2014, który miał przynieść firmie oszczędności w wysokości 3–3,5 mld dolarów rocznie. Zachowane zyski miałyby zostać ponownie zainwestowane w rozwój firmy. Plan zakładał zmniejszenie liczby pracowników o kolejne 27 tys. oraz miał przygotować firmę do możliwego podziału na dwa osobne podmioty.

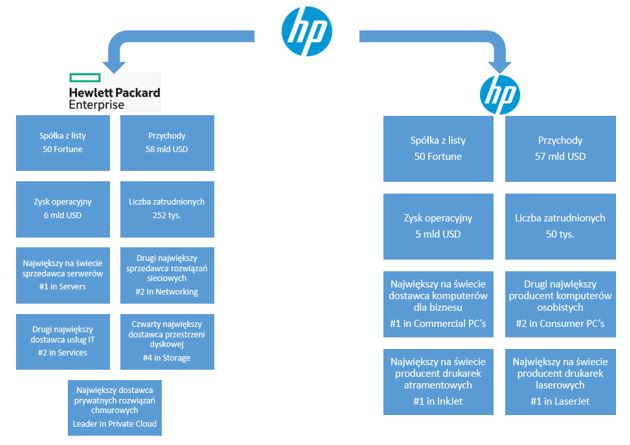
Podział Hewlett-Packard Company na HP Inc. i Hewlett Packard Enterprise (stan na 2015)

Podział został oficjalnie ogłoszony w 2014 r. i został włączony w strategię rozwoju firmy na lata 2012–2016, która miała stanowić odpowiedź na pojawienie się nowych technologii (m.in. public cloud) i spadający popyt na produkty HP – przede wszystkim komputery osobiste. Takie rozwiązanie przyjęte zostało wcześniej przez innych globalnych gigantów technologicznych (IBM i Dell). Jednak w przeciwieństwie do konkurencji, która dokonała wyłączenia lub sprzedaży części produkcyjnej, obie nowo powstałe spółki HP miały być nadal skoncentrowane na produkcji sprzętu IT.

## Podział organizacyjny HPE[14]
Compute: produkcja i sprzedaż serwerów.
HPC & AI (High-Performance Computing and Artificial Intelligence): zintegrowane systemy, zaprojektowane w celu obsługi obciążeń związanych z wysokowydajnym przetwarzaniem danych, sztuczną inteligencją, analizą danych i przetwarzaniem transakcji dla instytucji rządowych i badawczych.
Storage: rozwiązania do przechowywania i zarządzania danymi.
Intelligent Edge: rozwiązania sieciowe.
Financial Services: rozwiązania inwestycyjne, takie jak leasing, finansowanie, konsumpcja IT, programy użytkowe i usługi zarządzania aktywami.
Corporate Investments and Other: doradztwo oraz ekspertyza technologiczna.

## Przeprowadzone przejęcia[15]
2016: Aruba Networks – rozwiązania sieciowe nowej generacji; Rasa Networks – analiza sieci; Silicon Graphics International Corp. – komputery o wysokiej wydajności;
2017: SimpliVity – hiperkonwergentna infrastruktura informatyczna; Cloud Cruiser, Inc. – zarządzanie finansami w chmurze; Niara Inc. – analiza zachowań użytkowników IT; Nimble Storage – Pamięć Flash i Hybrid Flash; Cloud Technology Partners – rozwiązania chmurowe;
2018: Cape Networks – wydajność i monitorowanie sieci; RedPixie – doradztwo IT; Plexxi – rozwiązania sieciowe;
2019: BlueData – sztuczna inteligencja i analiza baz danych; Quattro Labs – oprogramowanie oparte na rozwiązaniach chmurowych; Cray Inc. – komputery o wysokiej wydajności, pamięć masowa, sztuczna inteligencja; MapR – platforma analizy baz danych, sztuczna inteligencja;
2024/2025: Juniper Networks (ogłoszona) – przewodowa transmisja danych

## Przeprowadzone dywestycje
2016 – Enterprise Services (do DXC Technology); Software (do Micro Focus)